# Sự cố máy tính năm 2011
Sự cố máy tính năm 2011 hay sự cố Y1C (tiếng Trung giản thể: 民国百年虫; phồn thể: 民國百年蟲; pinyin: Mínguó bǎinián chóng; dịch nghĩa: "Sự cố năm Dân quốc thứ 100") là một sự cố tiềm ẩn liên quan đến hệ thống máy tính ở Đài Loan vào đêm 31 tháng 12 năm 2010 và ngày 1 tháng 1 năm 2011.
Tương tự như sự cố máy tính năm 2000 mà hầu hết thế giới phải đối mặt trước năm 2000, sự cố năm 2011 là một tác dụng phụ của việc Đài Loan sử dụng lịch Dân quốc cho các mục đích chính thức. Lịch này dựa trên việc thành lập Trung Hoa Dân Quốc vào năm 1912 (năm 1), vì vậy năm 2011 trên lịch Gregory tương ứng với năm 100 trên lịch chính thức của Đài Loan, điều này đặt ra các vấn đề tiềm ẩn cho bất kỳ chương trình nào chỉ coi năm là các giá trị 2 chữ số.

## Các sự cố được báo cáo
Nói chung, chỉ có các văn phòng chính phủ sử dụng hệ thống chính thức, tác động của sự cố Y1C đối với khu vực tư nhân là rất ít. Khả năng ảnh hưởng đến hệ thống chính phủ là một vấn đề khác. Tuy nhiên, một số lượng lớn máy tính của chính phủ đã sử dụng hệ thống ba chữ số cho ngày tháng, với số 0 được sử dụng làm chữ số đầu tiên cho những năm dưới 100 (năm 2010 trong lịch Gregory trở về trước).
Một số tài liệu của chính phủ như giấy phép lái xe đã có niên hạn trên 100; không có gì nhiều hơn các trục trặc nhỏ đã được báo cáo.
Một số người dùng iPhone đã báo cáo rằng công cụ báo thức của họ không hoạt động vào ngày 1 tháng 1 năm 2011.

## Bắc Triều Tiên
Lịch của Bắc Triều Tiên (Juche) bị ảnh hưởng cùng ngày với Đài Loan, vì lịch của Triều Tiên cũng dựa trên một sự kiện xảy ra vào năm 1912 - ngày sinh của Kim Nhật Thành.